# Приключения Али-Бабы и сорока разбойников
«Приключения Али́-Бабы́ и сорока разбойников» (хинди अलीबाबा और चलीस चोर, Alibaba Aur 40 Chor) — советско-индийский художественный фильм 1980 года по мотивам восточных сказок. Первая совместная работа советского узбекского режиссёра Латифа Файзиева и индийского режиссёра Умеша Мехры (второй их совместной работой стал фильм «Легенда о любви» 1984 года).

## Сюжет
Фильм-сказка с элементами мелодрамы, комедии и мюзикла по мотивам сказок «1000 и одной ночи». В основе — легенда о бедном дровосеке Али-Бабе, который нашёл несметные богатства в сказочной пещере разбойников, главная тема сказки — конфликт родных братьев: благородного и бескорыстного Али-Бабы с алчным и глупым Касымом.

### Отличия от первоисточника
В фильме представлен ряд персонажей, тем и сюжетов, которых не было в изначальной арабской сказке «Али-Баба и сорок разбойников»: социальные взаимоотношения жителей и популиста — правителя города Гульабада, проблемы с водоснабжением в городе и торговля питьевой водой, использование голубиной почты и бумеранга, заговор и дворцовый переворот в индийской провинции, использование пороха в качестве взрывчатки. Показана общность властных и корыстных интересов сладкоречивого правителя города и жестокого предводителя разбойников Абу-Хасана — двух лиц одного человека.
В литературном первоисточнике все действие происходит в Персии, при этом Марджина (или Марджана) — это лишь служанка, которую в финале, после спасения дома Али-Бабы от разбойников, принимают в семью как родную сестру.
В фильме действия разворачиваются в вымышленном восточном городе Гульабаде (благодаря натурным съемкам сильно напоминающем средневековый узбекский), в горах, в пустыне и в Индии; а Марджина — индийская принцесса и невеста главного героя, которую он спасает от гибели. На деньги, украденные у разбойников, Али-Баба строит дамбу, чтобы спасти родной город от засухи. Также именно дамба спасает Али-бабу от разбойников. Друг Али, Хамид, видит скачущего Али-бабу и гонящихся за ним вооружённых разбойников. Вмиг оценив ситуацию, он велит спускать в дамбе воду. Именно она и становится преградой перед разбойниками и спасением для Али-бабы.

## В ролях
- Дхармендра (в титрах советской версии - Дармендра) — Али-Баба́
- Хема Малини — Марджина
- Ролан Быков — предводитель разбойников Абу-Хасан / правитель Гульабада
- Закир Мухамеджанов[2] — Юсуф, отец Али-Бабы
- Софико Чиаурели — Замира, мать Али-Бабы
- Якуб Ахмедов — Касым, брат Али-Бабы
- Зинат Аман — Фатима
- Ходжадурды Нарлиев — Хамид
- Фрунзик Мкртчян[3] — караванбаши Мустафа
- Хамза Умаров — Ахмед Сорвиголова
- Джавлон Хамраев[4] — Мухаммед — метатель ножей
- Елена Санаева — дух пещеры[5]
- Мадан Пури — отец Фатимы
- Прем Чопра — раджа-самозванец Шамшир (в титрах советской версии фильма роли Према Чопры и Пинчу Капура перепутаны)
- Р. Ананд — доктор
- Санат Диванов, К. Абдуреимов — друзья Али-Бабы
- Бахадур Алиев[6]

## Создание и история фильма
Фильм изобилует впечатляющими степными и архитектурными городскими пейзажами Средней Азии, индийскими песнями, танцами и батальными сценами. Снимался фильм на территории СССР и в Индии. 70% съёмок фильма в основном проходило в Узбекистане. Натурные съемки проходили в Бухаре, Ташкенте и соседнем Душанбе. В главных ролях — актёры разных национальностей, звёзды индийского, российского, азербайджанского, армянского, узбекского, грузинского, туркменского и киргизского советского кино.
В съёмках конных трюков участвовали: артист группы «Джигиты Кыргызстана» первого киргизского цирка Усен Кудайбергенов, спортсмен-универсал Султан Дыйканбаев и другие каскадёры-наездники из Киргизии.
В 1980 году фильм был в числе лидеров советского кинопроката (5 место), собрав 52.8 миллиона зрителей и находится на 32-месте в истории советского кинопроката. В ряде источников считается, что данный фильм посмотрело наибольшее количество зрителей среди всех советских фильмов, снятых не на студиях РСФСР. В Индии фильм шёл на экранах кинотеатров полгода подряд и также собрал большие сборы.
В России на DVD выпущена индийская версия фильма c закадровым переводом на русский язык (прокатное удостоверение 2211316607 от 20.11.2007 года). Лицензионных копий советской версии фильма на DVD по состоянию на март 2009 года в России нет, однако фильм показывается по ТВ.

## Саундтрек
Песни по сложившейся в индийской киноиндустрии традиции исполняют за кадром знаменитые индийские певицы Лата Мангешкар и её младшая сестра Аша Бхосле, а также знаменитый индийский киноактёр и певец Кишор Кумар, причём в советском варианте фильма 3 песни, а в индийском варианте — 5. Впоследствии песню «Khatooba» (дословно с хинди: «Выбор женихов») на «минуте славы» исполнила слепая индийская девочка Васундхара Ратури (известная в Интернете как Лина Ричи), что принесло ей известность и признание не только в Индии, но и за рубежом.
Песни и музыкальное оформление фильма для индийской версии написал Рахул дев Бурман, музыку для советской версии фильма (кроме песен) написал Владимир Милов.
| №  | Название                   | Исполнители                | Длительность |
| -- | -------------------------- | -------------------------- | ------------ |
| 1. | «Jadugar Jadoo Kar Jayega» | Кишор Кумар, Аша Бхосле    | 5:25         |
| 2. | «Khatouba»                 | Аша Бхосле                 | 6:29         |
| 3. | «Sare Shahar Mein»         | Лата Мангешкар, Аша Бхосле | 4:45         |
| 4. | «Aaja Sar-E-Bazar»         | Лата Мангешкар             | 5:04         |
| 5. | «Qayamat»                  | Лата Мангешкар             | 5:21         |

## Награды
- 1980 — Фильм был представлен и получил награды на 13 Всесоюзном кинофестивале в Душанбе[14]

(премия за работу художников)
- 1981 — на кинофестивале в Белграде.

## Две версии фильма
Версия, вышедшая в Индии — на 24 минуты длиннее советской. В индийской версии фильм начинается с выезда разбойников из волшебной пещеры и их бешеной скачки по степи. Советская версия начинается с закадрового голоса («Легенды, пережившие века, они приходят к нам издалека…»), сопровождающего эпизод, где торговый караван идет по пустыне. В индийской больше песен (5 вместо 3), больше боевых сцен и взрывов. В советском фильме Али-Баба убивает разбойников, сбрасывая их в реку с помощью Фатимы прямо в кувшинах, в индийском — с помощью опять же Фатимы сражается с ними на саблях и врукопашную.
В индийской версии несколько иначе разработан образ Фатимы, показаны её отношения с Али-Бабой и Марджиной. В советской версии Фатима становится женой Касыма (что соответствует исходной сказке).

## Любопытные факты
- Главных женских ролей в фильме изначально было 2: Фатима и Марджина. Но Ролан Быков специально для своей жены придумал третью роль: Духа пещеры. Это демон в виде красивой женщины, служащий атаману разбойников Абу-Хасану. Видеть Духа пещеры может только Абу-Хасан, но слышат её и Касым, и Али-Баба. Демоница сыграла ключевую роль в фильме. Именно она затуманила разум Касыма, и тот забыл заклинание, открывающее вход в пещеру, после чего стал жертвой разбойников. С Али-Бабой демоница этого сделать не смогла, так как Али-Баба был бескорыстен и брал сокровища не для себя, а для строительства дамбы.
- Несмотря на то, что фильм в российском прокате представлен как семейный и предназначен для любой возрастной категории, в фильме много сцен насилия и убийств, но нет ни одного героя, которого играет ребёнок, за исключением младенца, который появляется в одном из эпизодов на руках у гульабадского правителя.
- Атамана разбойников зовут Абу-Хасан, что в дословном переводе с арабского означает Отец Хасана. По арабской традиции после рождения первенца родителей начинают называть его именем, с приставкой Абу (отец) и Умм (мать). Следовательно, исходя из имени, получается, что у атамана есть сын Хасан. Но ни в фильме, ни в книге о нём никакого упоминания нет.